# Georges-Vanier (Metro Montreal)

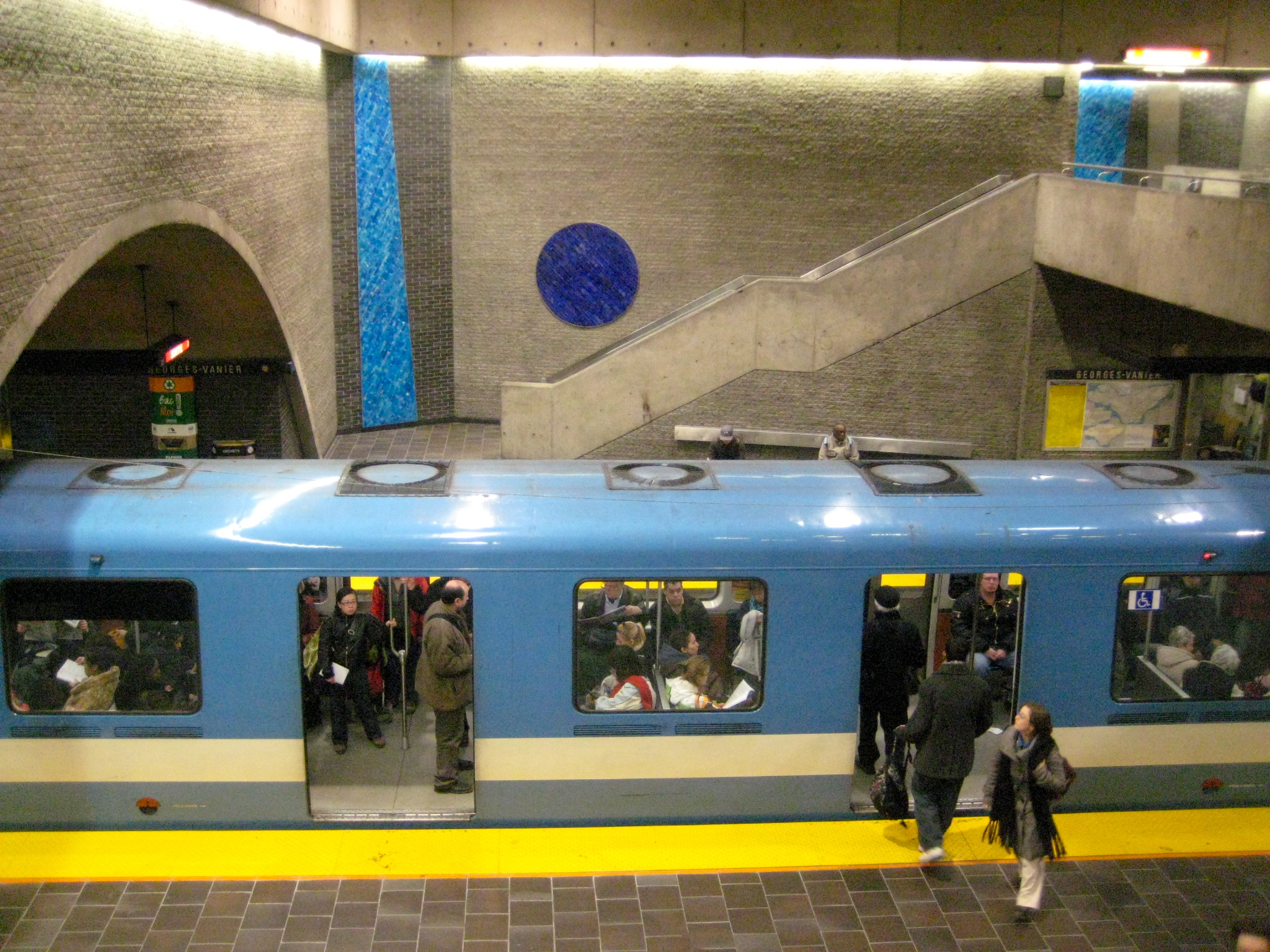
Blick auf die Bahnsteige

Georges-Vanier ist eine U-Bahn-Station in Montreal. Sie befindet sich im Arrondissement Le Sud-Ouest an der Kreuzung von Rue Saint-Antoine und Boulevard Georges-Vanier. Hier verkehren Züge der orangen Linie 2. Im Jahr 2019 nutzten 1.047.247 Fahrgäste die Station; dies entspricht dem 67. Rang unter den insgesamt 68 Stationen der Metro Montreal.

## Bauwerk
Der beauftragte Architekt Pierre-W. Major entwarf die Station im postmodernen Stil. Es herrschen überwiegend schräge statt rechte Winkel vor, um den großen Innenraum visuell aufzulockern. Dunkelgraue und tiefblaue Ziegel zieren die Wände und bilden einen Kontrast zum blassgrauen Beton. Auch die als Brücke konstruierte Verteilerebene weist eine unregelmäßige Form auf. Die Bahnsteigebene in 17,7 Metern Tiefe besitzt zwei Seitenbahnsteige. An der Oberfläche dient ein Pavillon aus Glas und Beton als Stationsgebäude, während daneben ein Lichtschacht in Form eines Kegelstumpfs das Tageslicht hinabscheinen lässt.
Die Entfernungen zu den benachbarten Stationen, jeweils von Stationsende zu Stationsanfang gemessen, betragen 758,60 Meter bis Lionel-Groulx und 530,60 Meter bis Lucien-L’Allier. Es bestehen Anschlüsse zu einer Buslinie und vier Nachtbuslinien der Société de transport de Montréal. In der Nähe befindet sich das Centre Canadien d'Architecture, das kanadische Architekturmuseum.

## Kunst

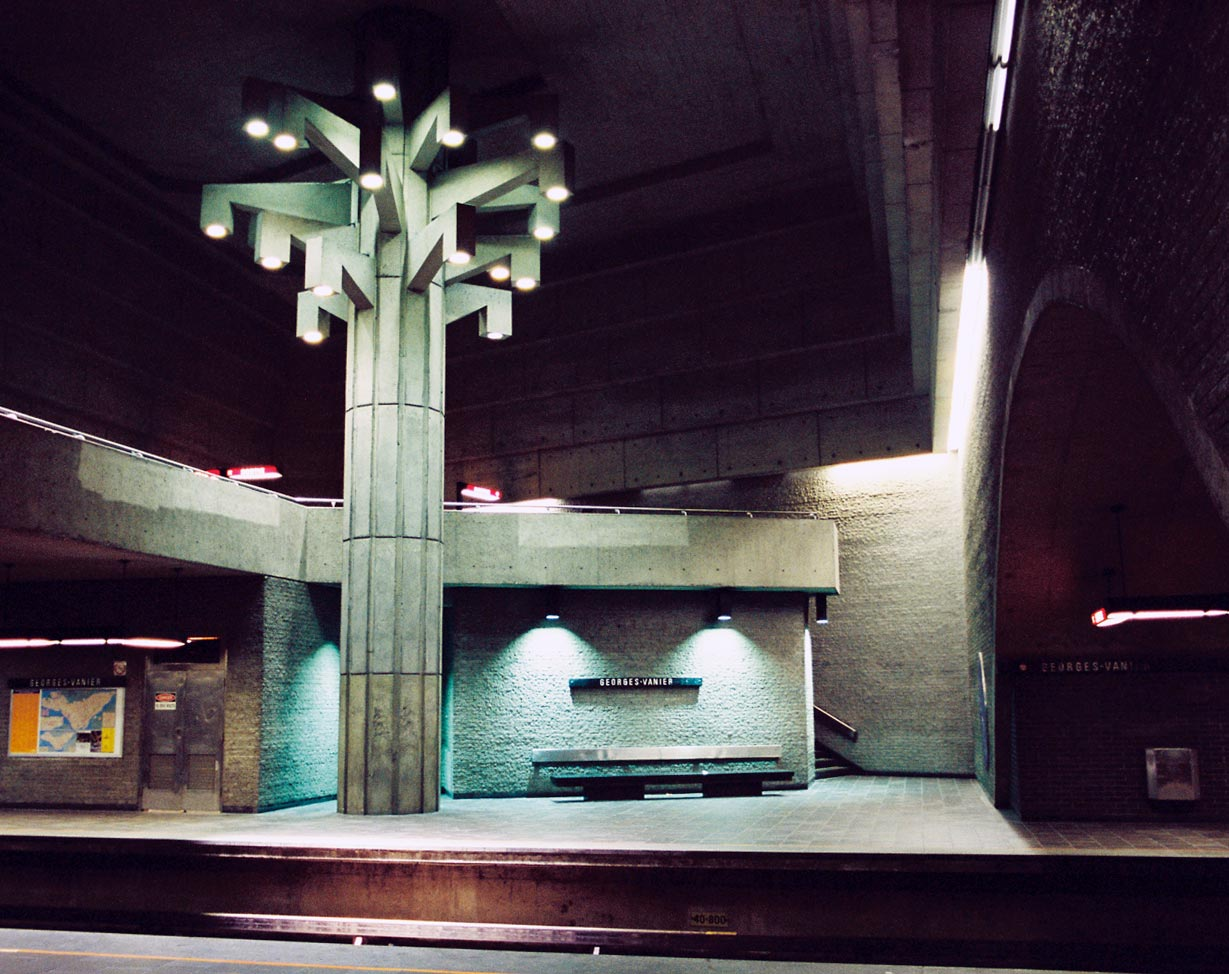
Betonskulptur Un arbre dans le parc von Michel Dernuet

Als Blickfang auf dem nördlichen Bahnsteig dient eine überdimensionierte Skulptur. Beim Werk Un arbre dans le parc („Ein Baum im Park“) des Bildhauers Michel Dernuet handelt es sich um eine Betonsäule, die 12,8 Meter in die Höhe ragt und in abstrakter Weise die Form eines Baumes aufweist. Der „Stamm“ stützt die Decke, während an den „Zweigen“ Lampen hängen, welche die Bahnsteig- und Verteilerebene beleuchten.

## Geschichte
Die Eröffnung der Station erfolgte am 28. April 1980, zusammen mit dem Teilstück zwischen Bonaventure und Place-Saint-Henri. Namensgeber ist der Boulevard Georges-Vanier, benannt nach Georges Vanier, dem Generalgouverneur von Kanada von 1959 bis 1967. Er war in einem Haus wenige Meter von der späteren Station entfernt geboren worden und hatte als erster Frankokanadier das Amt des Generalgouverneurs inne.